# Super Tourenwagen Cup
La Super Tourenwagen Cup (Copa de Superturismos en español), desde 1998 Deutsche Super Tourenwagen Meisterschaft (Campeonato de Alemania de Super Turismos en español), fue un certamen de automovilismo disputado principalmente en Alemania con superturismos desde 1994 hasta 1999.
Debido a que el Deutsche Tourenwagen Meisterschaft adoptó para 1993 un reglamento más permisivo y costoso, las marcas alemanas Audi y BMW decidieron abandonarlo y fundar una nueva categoría que mantuviera el espíritu original de automóviles de calle modificados. Luego se unieron las marcas como Alfa Romeo, Ford, Honda, Nissan, Opel y Peugeot, algunas de ellas de manera oficial. En 2000, el Campeonato Alemán de Superturismos fue sustituido por el Deutsche Tourenwagen Masters.

## Circuitos
| - AVUS (1994-1996) - Hockenheimring (1995-1999) - Lahr (1997-1998) - Nürburgring (1994-1999) - Norisring (1997-1999) - Oschersleben (1998-1999) - Sachsenring (1996-1999) - Wunstorf (1994, 1996-1998) - Zweibrücken (1996-1999) | - Österreichring (1994-1995) - Salzburgring (1994-1999) - Spa-Francorchamps (1994-1995) - Zolder (1994-1997) - Misano (1999) - Assen (1996) - Zandvoort (1994) |

## Pilotos destacados
| Piloto             | Títulos | Victorias |
| ------------------ | ------- | --------- |
| Laurent Aïello     | 1       | 20        |
| Johnny Cecotto     | 2       | 12        |
| Emanuele Pirro     | 1       | 12        |
| Joachim Winkelhock | 1       | 8         |
| Frank Biela        | 0       | 8         |
| Christian Abt      | 1       | 5         |
| Manuel Reuter      | 0       | 5         |
| Tom Kristensen     | 0       | 3         |
| Steve Soper        | 0       | 3         |

## Campeones
| Año  | Pikloto            | Automóvil   | Equipo         |
| ---- | ------------------ | ----------- | -------------- |
| 1994 | Johnny Cecotto     | BMW Serie 3 | BMW Motorsport |
| 1995 | Joachim Winkelhock | BMW Serie 3 | BMW Schnitzer  |
| 1996 | Emanuele Pirro     | Audi A4     | AZK            |
| 1997 | Laurent Aïello     | Peugeot 406 | Peugeot Sport  |
| 1998 | Johnny Cecotto     | BMW Serie 3 | BMW Schnitzer  |
| 1999 | Christian Abt      | Audi A4     | Abt Sportsline |